# Піві тумбезький
Пі́ві тумбезький (Contopus punensis) — вид горобцеподібних птахів родини тиранових (Tyrannidae). Мешкає в Еквадорі і Перу. Раніше вважався підвидом сірого піві, однак був визнаний окремим видом.

## Поширення і екологія
Тумбезькі піві мешкають на заході Еквадору (від центрального Манабі до західної Лохи) та в західному і центральному Перу (від Тумбеса до Іки, а також у верхів'ях Мараньйону). Вони живуть на узліссях сухих і вологих тропічних лісів, на галявинах, в сухих чагарникових заростях і рідколіссях. Зустрічаються переважно на висоті до 2000 м над рівнем моря. 